# Айртон Статі
Айртон Статі (нід. Ayrton Statie, нар. 22 липня 1994, Кралендейк) — нідерландський футболіст, захисник клубу «Осс» та національної збірної Кюрасао.

## Клубна кар'єра
Народився 22 липня 1994 року в місті Кралендейк. Вихованець юнацьких команд футбольних клубів «Хесвейк» та «Ден Босх».
У дорослому футболі дебютував 2013 року виступами за команду клубу «Ден Босх», в якій провів три сезони, взявши участь у 54 матчах другого дивізіону Нідерландів.
6 січня 2016 року Статі перейшов в «Ейндговен», але провів у клубі лише півроку і влітку став гравцем «Осса». Відтоді встиг відіграти за команду з Осса 19 матчів у національному чемпіонаті.

## Виступи за збірну
У червні 2016 року дебютував в офіційних матчах у складі національної збірної Кюрасао в відбірковому матчі Карибського Кубка 2017 року проти збірної Американських Віргінських Островів (7:0).
Влітку 2017 року у складі збірної став переможцем Карибського кубка, а наступного місяця був учасником розіграшу Золотого кубка КОНКАКАФ 2017 року у США.

## Досягнення
- Переможець Карибського кубка: 2017